# 馬加拉姆肯特區

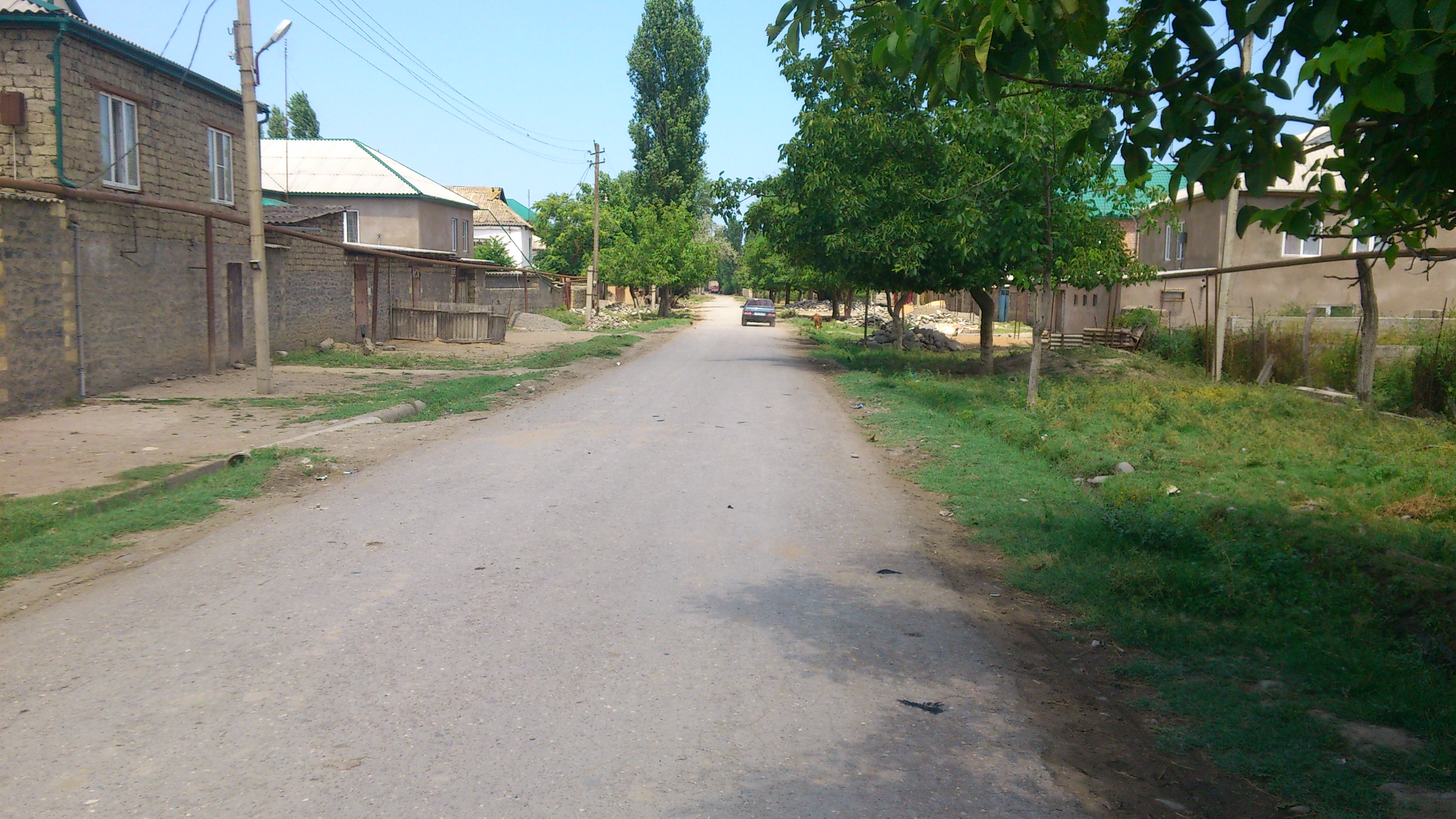

41°37′N 48°21′E / 41.617°N 48.350°E
馬加拉姆肯特區（俄语：Магарамкентский район），是俄羅斯的一個區，位於該國西南部，由達吉斯坦共和國負責管轄，面積654.6平方公里，2010年人口62,195，人口密度每平方公里95.01人。